# Oparbella fagei
Oparbella fagei es una especie de arácnido  del orden Solifugae de la familia Solpugidae.

## Distribución geográfica
Se distribuye por Níger.